# Новики (Бобруйский район)
Но́вики (бел. Навікі) — деревня в составе Ковалевского сельсовета Бобруйского района Могилёвской области Республики Беларусь.

## История
Упоминается в 1665 году как деревня в составе имения Бортники-Фащевские в Речицком повете ВКЛ.

## Население
- 1897 год — 367 человек
- 1917 год — 394 человека
- 1959 год — 258 человек
- 1986 год — 104 человека
- 1999 год — 50 человек
- 2010 год — 30 человек
- 2014 год — 18 человек